# Si-o-se Pol

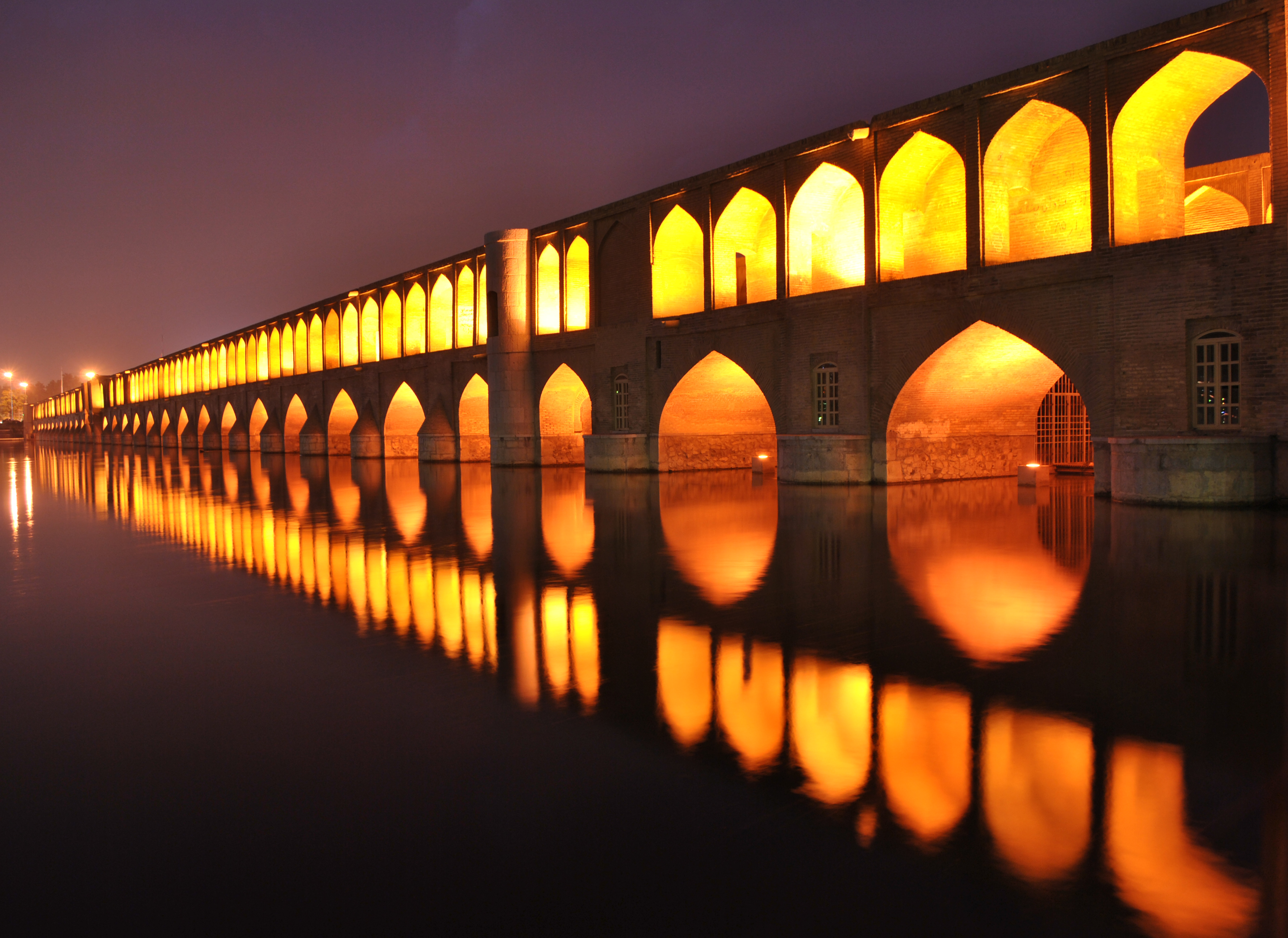
Si-o-se Pol

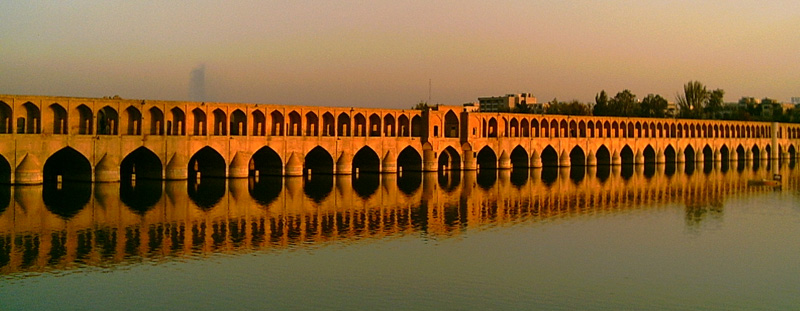
A Ponte Si-o-se Pol, considerada uma das mais belas do Oriente Médio e de todo o oriente.

Si-o-se Pol, também conhecida como Ponte dos 33 Arcos ou como Ponte Allah-Verdi Khan, é uma das onze pontes que cruzam a cidade de Esfahan, no Irã.Foi erguida no ano de 1602 durante o reinado do xá Abbas I. 
Considerada um dos principais símbolos da Dinastia dos Safávidas (1502-1722), a ponte passa pelo Rio Zayandeh, servindo de represa para o rio que corta a cidade. Abriga uma renomada e muito conhecida casa de chá em seu interior. É uma das atrações turísticas mais conhecidas e tradicionais da região, principalmente à noite, quando fica iluminada. 
A ponte tem 295 metros de comprimento por 13,4 m de largura e é formada por duas fileiras de 33 arcos, construídos em pedra e ladrilhos.